# João Bacelar
João Carlos Paolilo Bacelar Filho mais conhecido por João Bacelar (Salvador, 8 de outubro de 1972) é um empresário,  engenheiro civil e político brasileiro, filiado ao Partido Liberal (PL). É ligado a setores da construção civil, do agronegócio e de combustíveis e lubrificantes.

## Biografia
É filho do ex-deputado João Carlos Paolilo Bacelar, o Jonga Bacelar, morto em 2009 (então filiado ao PTN). Foi eleito deputado federal duas vezes, sendo pelo PL na legislatura anterior (2007-2011). É integrante do Conselho de Ética e Decoro Parlamentar.
Em 17 de abril de 2016, votou contra o impeachment de Dilma Rousseff. Posteriormente, foi delatado por Joesley Batista de que teria recebido propina para distribuir para outros parlamentares votarem contra o impeachment de Dilma Rousseff (PT).
Em 14 de junho de 2016, votou contra a cassação do deputado Eduardo Cunha (PMDB) no comitê de ética da Câmara dos Deputados. Em 12 de setembro de 2016, João Carlos Bacelar Filho foi o único deputado federal da bancada da Bahia a votar a favor da manutenção do mandato de Eduardo Cunha.
Em abril de 2017 votou a favor da reforma trabalhista de 2017. Em agosto de 2017 votou contra o processo em que se pedia abertura de investigação do então presidente Michel Temer (PMDB), ajudando a arquivar a denúncia do Ministério Público Federal (MPF).
No ano de 2022, durante as eleições estaduais na Bahia em 2022, Bacelar sobreviveu a uma queda de helicóptero. A aeronave que contava com oito pessoas incluindo o candidato a Deputado federal Marcinho Oliveira (UNIÃO) caiu na cidade de Monte Santo, interior da Bahia, onde todos os passageiros sofreram apenas ferimentos leves.

## Controvérsias
João Bacelar foi acusado de assédio sexual por uma jovem de Santa Catarina que buscava convencer parlamentares a votarem a favor do impeachment de Dilma Rousseff.

## Histórico de filiações partidárias
Histórico de candidaturas, a partir de 2002:
- 2006: Deputado Federal (PL - BA) Receitas: R$ 384.481. Votos: 77.902. Eleito por média.
- 2010: Deputado Federal (PR - BA) Receitas: R$ 316.684. Votos: 75.327. Eleito.